# Šuniči Kumai
Šuniči Kumai (japonsko 熊井 俊一), japonski nogometaš.
Za japonsko reprezentanco je odigral dve uradni tekmi.